# Sebastian Lang
Sebastian Lang (født 15. september 1979 i Sonneberg) var en tysk professionel cykelrytter, som kørte for det tyske hold Gerolstiener. Lang's specialitet er enkeltstart, hvor han har vundet mange enkeltstartsetaper i store løb. I 2003 vandt Lang det danske etapeløb Post Danmark Rundt.